# 陇川大头蛙
陇川大头蛙（学名：Limnonectes longchuanensis）一种分布于缅甸及中国云南省等地区的两栖动物，隶属于叉舌蛙科大头蛙属。模式产地为中国云南陇川县。

## 形态特征
陇川大头蛙体型较大，雄蛙体长54.9～77.87毫米，雌蛙体长40.6～63毫米。身体背部呈棕色，体表小疣为白尖，背部正中从吻端至泄殖孔具有条有一条黄棕色线；腹部白色间杂有模糊褐色斑点。